# Taşköprü (Adana)

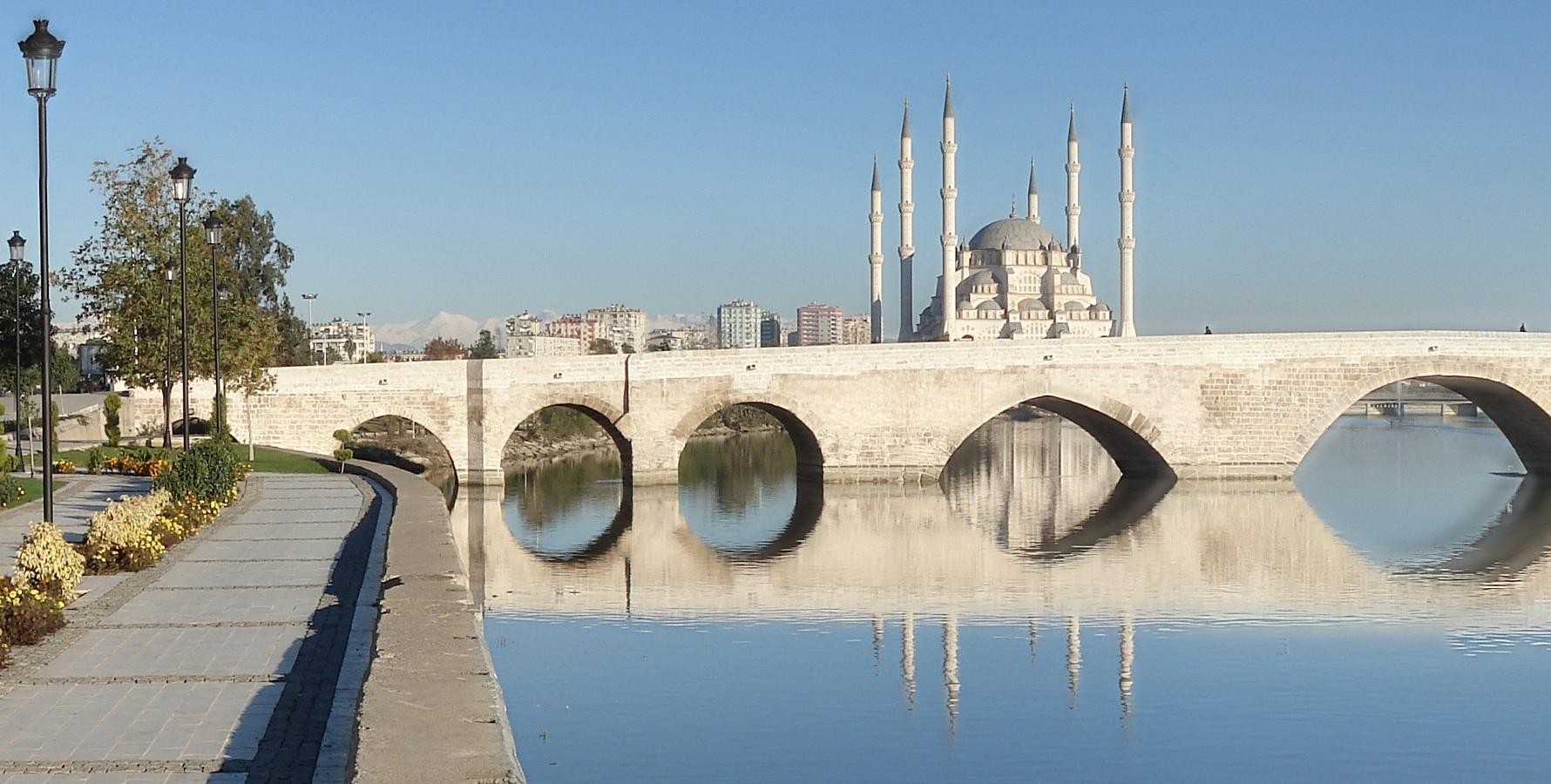
Romeinse brug van Adana

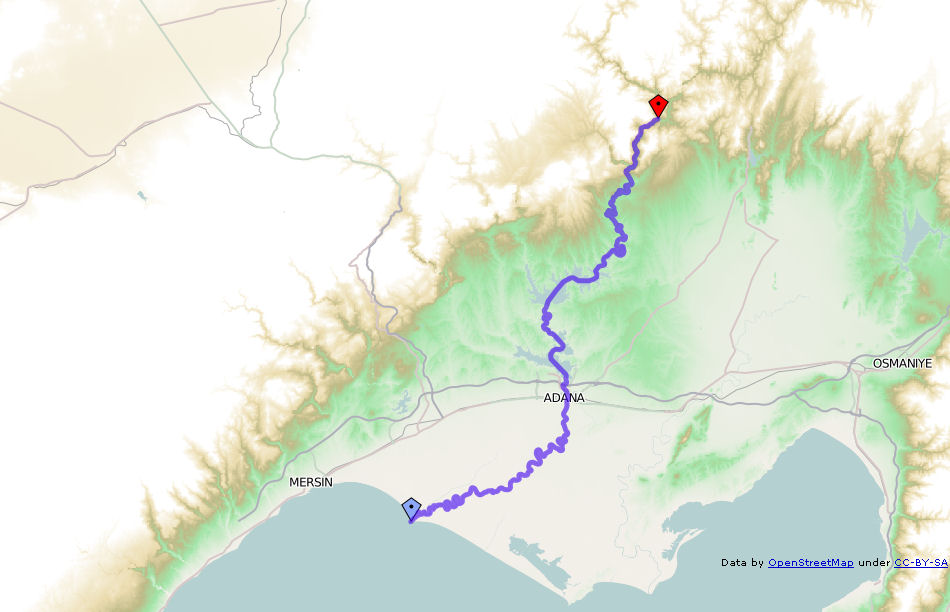
Rivier Seyan en de stad Adana

De Taşköprü of Stenen Brug van Adana, een stad in Turkije, is een van de oudst bewaarde Romeinse bruggen ter wereld. Ze overspant de rivier Seyhan, die in de Klassieke Oudheid Saros (Oudgrieks) of Sarus (Latijn) werd genoemd. De Sarus ontspringt hoog in het Taurusgebergte.

## Historiek
Keizer Hadrianus liet de brug bouwen tijdens zijn bestuur over het Romeinse Rijk (2e eeuw). Het was een technisch staaltje van bouwvernuft: de brug overspant meer dan 300 m van oever tot oever. De brug had een rol in troepenbewegingen van Romeinen in de vlakke kuststreek Cilicië, in Klein-Azië. 
In de 6e eeuw waren de delen tussen de pijlers zo goed als ingestort. De Byzantijnse geschiedschrijver Procopius beschreef hoe de Byzantijnen al biddend de brug overstaken om veilig aan de overkant te komen. Keizer Justinianus I van het Byzantijnse Rijk besliste om ze te heropbouwen, wat tot de dag van vandaag de laatste versie van de brug is. Procopius schreef over de moeilijkheden om middenin de rivier metselwerk uit te voeren. Daarom liet de keizer tijdelijk de Saros omleiden via een kanaal, zodat de arbeiders konden metselen.
Deze Romeinse en Byzantijnse brug is een trekpleister voor toeristen in Adana.

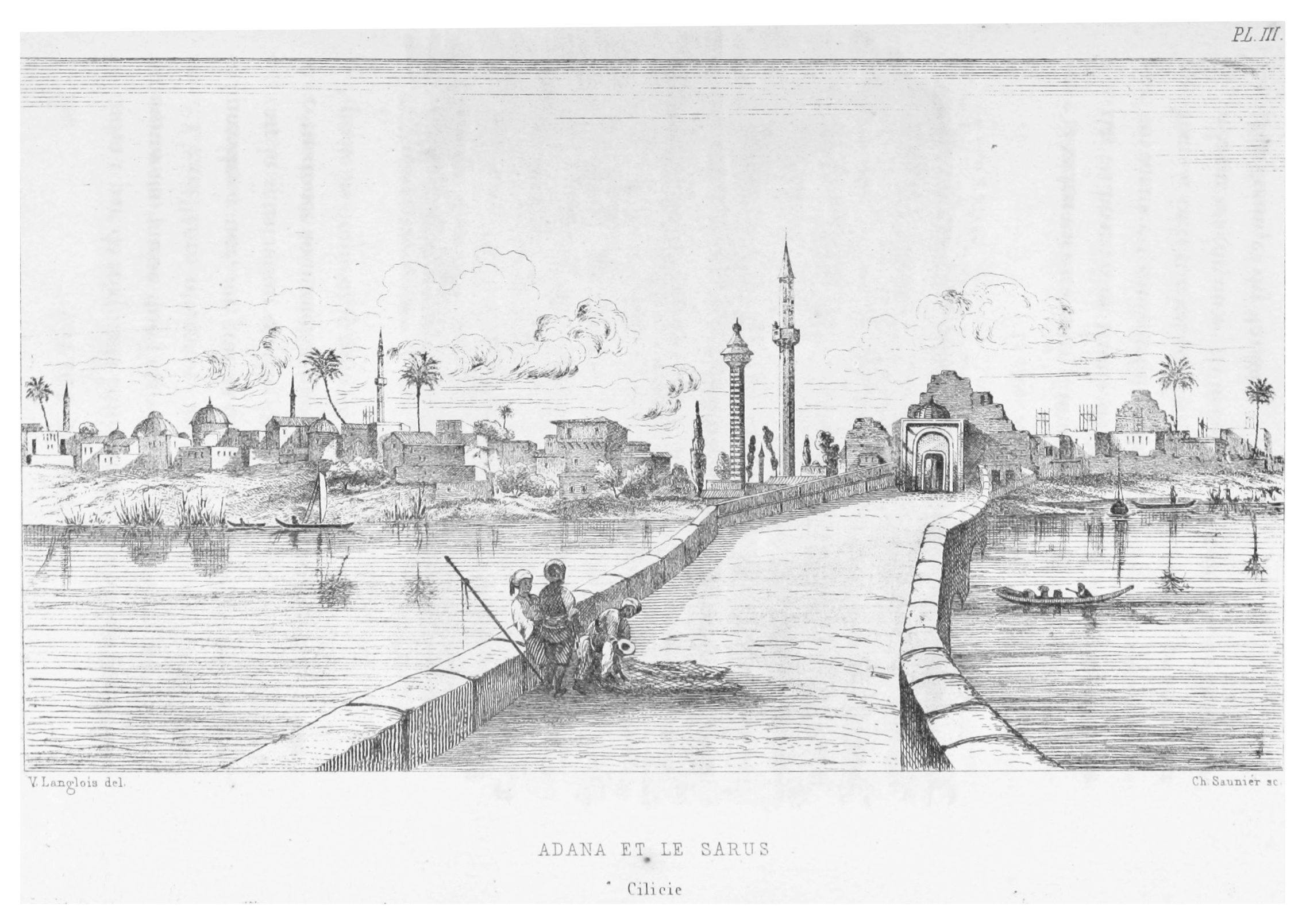
19e-eeuwse prent